# 小維斯卡

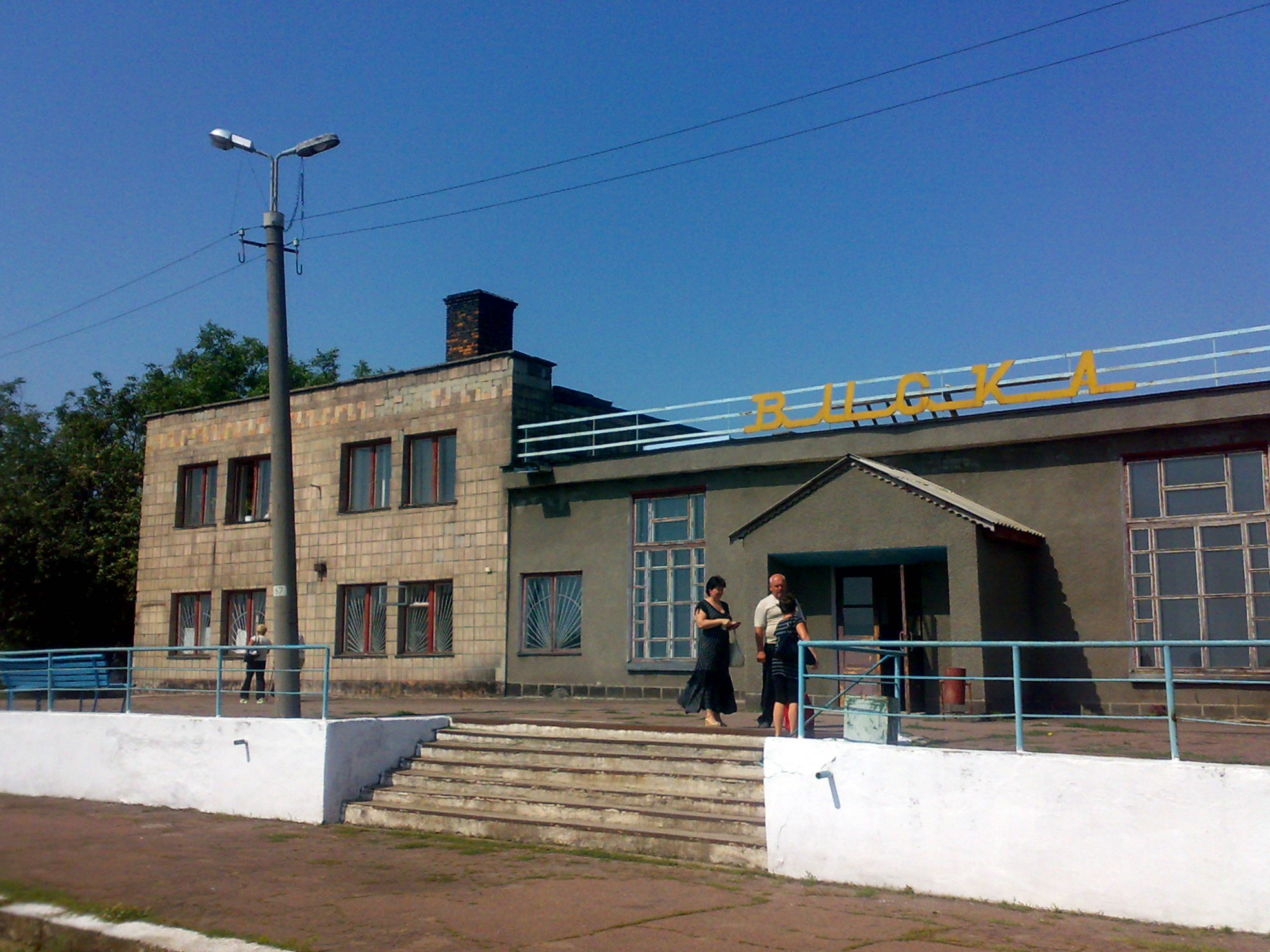
火车站

小維斯卡（羅馬化：Mala Vyska）是烏克蘭中部基洛夫格勒州新烏克蘭卡區小维斯卡市镇内的城市及該市鎮之行政中心。距離州府基洛沃格勒48公里，始建於1752年，海拔高度190米，2022年人口数量为9,960人。